# Tofia
Tofia – wysepka atolu Vaitupu w Tuvalu, znajdująca się przy wejściu do laguny.

## Geografia
Przez umiejscowienie wysepki przy wejściu do laguny jest ona narażona na działanie akumulacyjnych i erozyjnych efektów wód oceanicznych. Tofia posiada mieliznę, która jest zasilana przez działania transportowe oceanu.
W 2010 r. wysepka została obsiana namorzynami. W 2020 r. zasiew został ponowiony. Poza piaszczystymi brzegami cała powierzchnia jest pokryta roślinnością.
Przybliżone wzniesienie terenu wynosi 1 m n.p.m.